# ريد بيدرسن
ريد بيدرسن هو سياسي كندي، ولد في 1935 في الدنمارك.